# Scodionista mischii
Scodionista mischii là một loài bướm đêm trong họ Geometridae.